# Overlord (відеогра, 2007)
Overlord — це рольова відеогра, розроблена Triumph Studios і видана Codemasters для Xbox 360, Microsoft Windows, Linux і PlayStation 3. Вона була випущена у 2007 році в Північній Америці 26 червня, в Європі 29 червня та в Австралії 6 липня.
Розробка гри почалася на початку 2006 року, а гру було анонсовано в травні того ж року, а геймплей був продемонстрований на E3 2006. Після більш ніж півтора року розробки його випуск у 2007 році був зустрінутий загалом схвальними відгуками і допоміг збільшити загальні продажі Codemasters того року. Пакет розширення під назвою Overlord: Raising Hell було випущено 15 лютого 2008 року разом із додатковими картами для кількох гравців і локальним кооперативним режимом розділеного екрана. Версія гри для PlayStation 3 під назвою Overlord: Raising Hell була випущена в 2008 році в Європі 20 червня та 24 червня в Північній Америці, яка включала як оригінальну гру, так і її вміст для завантаження. Продовження, Overlord II, було випущено в червні 2009 року, після чого з'явилися поділки; для Wii під назвою Overlord: Dark Legend і гру для Nintendo DS під назвою Overlord: Minions.
Події Overlord відбуваються в альтернативному світі, де гравець бере на себе роль воскреслого воїна, відомого як «The Overlord», який контролює натовпи гремліноподібних істот, відомих як «Minions». Гравець повинен перемогти сім корумпованих правлячих героїв, щоб відвоювати землі та встановити свою владу над їх мешканцями. У грі є функція корупції, подібна до ігор Fable, яка дозволяє гравцеві «бути злим… або справді злим», де певні дії та вибір впливають на різні аспекти історії та ігрового процесу. У той час як Overlord управляється в перспективі від третьої особи, спосіб керування міньйонами містить елементи стратегії в реальному часі, а оновлення привносять елементи рольових ігор. Гра використовує темний гумор і є сатиричною пародією на традиційний фентезійний сеттинг і сюжет.

## Геймплей
Гра зосереджена на одночасному управлінні Оверлордом і армією гобліноподібних міньйонів, щоб перетнути 3D ігровий світ і перемогти сімох героїв, які вбили попередника Оверлорда, і які з тих пір були зіпсовані владою. Кожен символізує один із семи смертних гріхів.
Є чотири раси міньйонів, кожна з яких має свій колір і здібності. Коричневі — бійці рукопашного бою, сині можуть оживляти переможених міньйонів і плавати, червоні кидають у ворогів вогняні кулі, можуть гасити пожежі та мають імунітет до вогняних атак, а зелені завдають ударів у спину ворогам і можуть очищати отруйний газ і рослини. Міньйонів викликають із розкиданих по грі ям. Гравець повинен заплатити життєву силу, яку можна отримати, вбиваючи істот, як-от великих жуків, щоб викликати міньйонів. На початку гри одночасно можна викликати лише п'ять міньйонів; у ході гри це число може зрости максимум до п'ятдесяти. Окрім керування міньйонами, гравець може пожертвувати ними на вівтарі крові та магії, щоб відновити здоров'я чи ману Повелителя. Після придбання кузні їх можна використовувати для наповнення зброї та броні, щоб збільшити здібності Оверлорда.
Гравець починає гру в старій зруйнованій вежі, яка була розграбована з її магічних артефактів і діє як центральний центр для гравця. Коли викрадені об'єкти вежі відновлюються, нові кімнати та заклинання стають доступними для використання, а максимальне здоров'я та мана Оверлорда збільшуються. Гравцеві також потрібно відновити сині, зелені та червоні вулики міньйонів, щоб викликати відповідних міньйонів. Гравець може налаштувати вежу за допомогою різноманітних візуальних елементів, таких як банери та статуї; доступні візуальні елементи відрізняються залежно від дій у грі. Броню та зброю можна придбати або покращити в кузні. Більшість переможених типів ворогів з'являються як супротивники в підземеллі, арені, де Повелитель може битися з ними знову (за винятком таких босів, як герої та єдині в своєму роді звірі).
Хоча в грі стверджується, що Оверлорд є злим, квести показують, що він скоріше антигерой. Вона відстежує, наскільки зіпсованим є Повелитель у досягненні своїх цілей. Під час гри Повелитель спокушається кожним із смертних гріхів, намагаючись убити відповідних героїв. Вибір гравця впливатиме на ваш рівень зла, підвищуючи або знижуючи його. Вбивство необразливих городян, крадіжка золота та інші дії можуть збільшити рівень зла. Рівень корупції змінює те, як жителі міста ставляться до Оверлорда, а також змінює його зовнішній вигляд, система, подібна до Fable. У міру зростання зла, броня Повелителя стане більш диявольською, з рогами, що стирчать зі спини, плечей, ліктів і колін, і він отримує чорну ауру. Рівень зла визначає, який кінець гри побачить гравець і які заклинання високого рівня він зможе використовувати.
Гра пропонує кілька багатокористувацьких режимів, Різанина, Виживання і Грабіж. Різанина зіштовхує двох Оверлордів один проти одного в сутичці один до одного з потенційно сотнями міньйонів. У Виживанні двоє Оверлордів об'єднуються проти великих армій ворогів. Грабіж — це змагання, у якому два Оверлорди та їхні прислужники змагаються, хто зможе пограбувати та викрасти найбільше золота за вибраний проміжок часу. Версія для Xbox 360 забезпечує голосовий чат через Xbox Live. У версії Raising Hell для PlayStation 3 гра містить міні-карту на екрані, яка допомагає гравцеві орієнтуватися у світі гри.

## Історія

### Персонажі

Гнарл (ліворуч), Шут (посередині) і Повелитель (праворуч)

Гравець бере на себе роль Оверлорда, мовчазного головного героя / антигероя гри, чиї мотиви та особистість залишається визначити гравцеві. На початку гри крихітні міньйони, схожі на гремлінів, відкривають його труну й оживляють його. У швидкій послідовності його прихильники одягають його в обладунки, призначають наступником попереднього Володаря та доручають йому вбити вбивць його попередника, Сімох Героїв. У наступні роки сім героїв стали жертвами одного із семи смертних гріхів. Незважаючи на те, що він нічого не згадує про своє минуле, Оверлорд починає відбудовувати вежу за пропозицією свого радника Гнарла. Як новий Повелитель, головний герой має абсолютну владу над своїми прихильниками. Доповнюючи цю силу, він володіє деякими навичками користування сокирами, мечами та булавами. Через свою вежу Повелитель може направляти магічну енергію, здатну до безглуздого руйнування чи захисту.
Попри те, що титульний Оверлорд є головним героєм, гра значною мірою покладається на Гнарла, найстаршого міньйона, який радить і направлятиме гравця. Більшу частину гри він залишається біля Серця вежі, переказуючи інформацію та нагадування, оскільки «є злі вчинки, які потрібно робити». Він виступає оповідачем сюжету. Згодом коханка Повелителя приїжджає жити у вежу. Вона переобладнає кімнати та вдосконалює міньйонів і вежу, а також ділиться думками щодо певних дій. Роза — перша потенційна коханка, врятована від бандитів. Незважаючи на загрозу та дії Повелителя, спочатку вона вольова, життєрадісна та не боїться прихильників Повелителя. Інша потенційна коханка — сестра Роуз Велет, чиї злі нахили менш неоднозначні, ніж у її сестри, і одягається набагато провокаційніше. Вона неодноразово просить подарунки та жадає Володаря, і виявляє явну відсутність співчуття чи скорботи через убивство її нареченого від рук Повелителя.
«Сім героїв» самі розбещені, кожен із рисами, що представляють один із семи смертних гріхів. Лідер хафлінгів Мелвін Підчерев'я став ненажерливим і, як наслідок, хворобливим ожирінням — він почав посилати загони озброєних також ожирілих халфлінгів, щоб вони красли їжу з сусіднього Шпрее, щоб задовольнити його нескінченний голод. Наймогутніший ельфійський воїн Вічного лісу, Оберон Грінхейз, постійно спить, і його лінощі спричинили його кошмари, які переслідують ліс. Його апатія дозволила гномам вторгнутися в Вічну ніч і вбити чи поневолити більшість ельфів, але вони, у свою чергу, були вигнані, коли істоти з його кошмарів стали реальними. Правитель Небесної Вершини та наречений Оксамиту, сер Вільям Чорний, виявляє сильну хіть до неортодоксальних сексуальних інтересів, таких як стосунки з суккубом, і вдається до декадентських вечірок із таємним культом. Присутність суккуба спричинила чуму нежиті в укріпленому місті. Король гномів Голдо Голдерсон із Золотих Пагорбів став надмірно жадібним і бажає багатства над усіма іншими аспектами життя, де він навіть змусив решту ельфів добувати його. Його параноя, що його багатства вкрадуть, спонукала його сильно мілітаризувати всю імперію гномів — він сам їздить на бойовому паровому котку на ім'я «Роллі». Заздрість спонукає Героя-злодію Джевел красти все цінне, навіть якщо вона не піклується про майно, а Воїн Кан дуже захищає її та шаленіє від гніву щоразу, коли з'являється щось, що їй загрожує. Обидва вони командують бандитами та дивовижними з Руборійської пустелі. Попередній Повелитель, отримавши тіло Чарівника (який був засновником групи героїв), демонструє гордість за свою роботу, яка включає в себе обман і прагнення до верховної влади, і є головним антагоністом гри.

### Сюжет
Гра починається з того, що Гнарл і міньйони Брауна пробуджують Повелителя з його гробниці. Звідси вони одягають його в обладунки і проголошують Повелителем у своїй старій і напівзруйнованій вежі — попереднього Повелителя вбили герої, готові відвоювати землі. Повелитель спочатку звертається до М'яких пагорбів, де Напіврослі та їхній лідер Мелвін Підчерев'я використовують жителів Шпрее та Червоних міньйонів як рабську працю. Повелитель штурмує домівки напівросликів, убиваючи Мелвіна та повертаючи собі Червоних і Шпрее (на радість чи огиду селян, залежно від того, чи поверне Повелитель їхню вкрадену їжу). Проте замок Шпрее зазнав нападу бандитів. Змиваючи їх, володарка замку Роуз пропонує свої послуги Оверлорду. У Вічному лісі коріння дерева, де спить Оберон Ґрінхейз, вкриває дім ельфів, майже вимерлий після того, як його пограбували гноми. Зелених міньйонів знайдено, а Оберона вбито. Однак священну статую ельфів викрали гноми, що розлютило Джевел, героя-злодійку, яка хотіла вкрасти її собі. На Небесній вершині місто захоплене зомбі та демонами. Тут Оверлорд отримує синіх міньйонів. У міській корчмі з'ясовується, що лідер міста сер Вільям Чорний закохався в Суккуба, скасувавши його весілля з сестрою Рози Велет. Вбивши сера Вільяма в Крепості Анджеліс, Велет пропонує свої послуги Повелителю, і він повинен вибрати між нею та Роуз.
Повелитель звертається до Гномів Золотих Пагорбів та їх лідера Голдо Голдерсона, який став жадібним до золота. Тут поневолені ельфи, що залишилися, стверджують, що останні їхні жінки утримуються в Королівських залах Гномської фортеці. Тим часом на будівельному майданчику гномів Ґнарл рекомендує Повелителю сховати кількох міньйонів у священній статуї ельфа та дозволити Джевел забрати їх, щоб слідувати за нею на її батьківщину, у Руборіанську пустелю. Повернувшись у Королівські Чертоги, де Голдо зазнає поразки, Повелитель може або забрати свій запас золота, або звільнити решту жінок-ельфів, перш ніж зали зруйнуються. Руборійська пустеля знайдена, а Джевел схоплено та допитано. Розлючений воїн Кан, який захищає Джевел, завдає удару у відповідь, і тепер Володар має врятувати Шпрее та Небесну вершину від його гніву.
Повернувшись у вежу, міньйони підкоряються попередньому Володарю, який таємно володів Чарівником, спочатку батьком Троянди та Оксамиту, і який претендує на свій попередній титул. Старий Оверлорд розповідає нинішньому, що спочатку він був восьмим героєм, який прийшов, щоб убити його, але впав з великої висоти і був залишений мертвим своїми товаришами, поки вони грабували Вежу. Старий Володар помістив його в саркофаг, щоб залікувати його рани, щоб використати його для перемоги над іншими героями. Повелитель бореться зі старим Повелителем, під час якого старий Повелитель вихваляється відповідальним за розбещення героїв. Після смерті старого Повелителя, Повелитель повертає свою вежу та прислужників. Залежно від зіпсованості та вибору Повелителя, кінцівка покаже 4 із 8 різних кінцевих роликів, де Повелителя зустрічають із блаженством і хвалою, або він грабує та випалює землю та катує жителів. Незалежно від унікальної кінцівки гравця, Шута показано, як він виконує певний ритуал, а Гнарл розповідає: «Зло завжди знайде вихід», відкриваючи події для «Породження пекла».

## Розробка
Overlord був оголошений у травні 2006 року для Xbox 360 і ПК, рекламувався як гра наступного покоління, дія якої розгортається в «закрученому фентезійному світі, де гравці мають вибір бути злими». … або справді злий!". Разом із цим оголошенням були опубліковані перші скріншоти та ілюстрації. Ранні концепт-арти показували Оверлорда з чітко видимим людським обличчям на відміну від його форми в остаточному випуску як темної тіні з освітленими очима. На виставці E3 2006 більшість ігрових механізмів було оприлюднено протягом того ж місяця, тоді як багатокористувацька складова ще не була оголошена.
Демоверсія Xbox 360 була випущена для завантаження через Xbox Live 8 червня, тоді як демоверсія для ПК була випущена через кілька днів через Інтернет, за тижні до першого випуску гри в Північній Америці. Демонстрація включала лише початкову частину гри, яка містила вступний кінематограф і розповідь гри, підручник і битву Оверлорда за звільнення селян-людей з рабського табору, яким керував Напівкінець.
Під час пост-релізу разом із виправленнями до серпня вже були окреслені плани щодо завантажуваного вмісту для обох версій. Повідомляється, що вони включали введення нових карт для кількох гравців, офлайн-кооператив і можливість розширення або додаткової глави в сюжеті однокористувацької гри. Для ПК-версії гри було випущено патч, який оновлював програмне забезпечення до версії 1.2 і виправляв ряд помилок, у тому числі одну, через яку гравці іноді не могли завершити гру. Відповідне оновлення для Xbox 360 надійшло через кілька тижнів. Перший вміст для завантаження було оголошено в листопаді того ж року разом із новинами про розширення у формі «Challenge Pack», який мав додати сім нових карт і два режими до багатокористувацької функції, офлайн-версію з розділеним екраном і «Легендарна» складність для одиночної гри з відповідними очками досягнень для версії 360. Ці нові режими були доступні 15 лютого 2008 року для ПК і Xbox Live для 360, варіант розділеного екрана безкоштовно.
У липні 2007 року, невдовзі після виходу Overlord, з'явилися чутки про перенесення PlayStation 3 через оголошення про роботу в Triumph Studios, у яких згадувалося про одну вакансію: «Портування бази коду [Xbox 360]/ПК на [PlayStation 3]». Проте представник Codemasters швидко виправив це, заявивши: «Ми не портуємо Overlord на [PlayStation 3]». У лютому 2008 року Codemasters підтвердили, що версія Overlord для PlayStation 3 знаходиться в розробці. Замість прямого портування оригіналу, версія включає як оригінальну гру, так і її додатковий вміст для завантаження та розширення на одному диску Blu-ray під назвою Overlord: Raising Hell, випущений у другому кварталі 2008 року. Демоверсія була доступна в PlayStation Store 15 травня 2008, а пізніше була повністю випущена наступного місяця в червні.

### Overlord: Raising Hell
1 листопада 2007 року Codemasters анонсувала Overlord: Raising Hell, пакет розширення, який можна завантажити. Передумовою цього є те, що безодня з'являється в кожному з п'яти королівств (Меллоу-Хіллз, Вічний ліс, Небесна вершина, Золоті пагорби та Руборіанська пустеля), через що жителі зникають. У кожній Безодні є герой, якого катують, і камінь Безодні. Щоб отримати Камінь Безодні та отримати контроль над Безоднею, Повелитель має битися з Привидами, жителями Безодні та полеглими героями. Коли Оверлорд отримає контроль над Безоднями, він зможе битися з тим, хто викликав ці Безодні, і боротися за панування над своїм царством. Разом із додатковим мультиплеєрним вмістом, Raising Hell було випущено для ПК і Xbox Live для Xbox 360 15 лютого 2008 року.

## Оцінки
| Агрегатор    | Оцінка | Оцінка |
| Агрегатор    | PC     | X360   |
| ------------ | ------ | ------ |
| GameRankings | 81%    | 77%    |
| Metacritic   | 81/100 | 76/100 |

| Видання                      | Оцінка | Оцінка |
| Видання                      | PC     | X360   |
| ---------------------------- | ------ | ------ |
| 1Up.com                      | Н/Д    | B+     |
| Eurogamer                    | Н/Д    | 8/10   |
| Game Informer                | Н/Д    | 7.5/10 |
| GameSpot                     | Н/Д    | 7.5/10 |
| GameSpy                      | Н/Д    | 3.5/5  |
| IGN                          | 8/10   | 6.6/10 |
| Official Xbox Magazine (США) | Н/Д    | 8/10   |
| PC Gamer (Велика Британія)   | 75/100 | Н/Д    |

Перед релізом, на E3 2006, Overlord виграв нагороду GameSpot E3 2006 Editors Choice за найкращий сюрприз. Overlord отримав загалом позитивну реакцію ігрових критиків із середньою оцінкою 77 % для версії для Xbox 360 і 81 % для ПК на GameRankings. Багато хто хвалив гру за її концепцію, яка була схожа на гру Pikmin, яка була популярною з тієї ж причини.
GameSpot зазначив, що «задоволення від буйства з вашим легіоном шалених ентузіастів міньйонів — це те, що робить Overlord вартою гри», тоді як Game Informer похвалив індивідуальність гри, зокрема міньйонів, де «сатира смішна, а зла дуже смачно, але міньйони — справжні зірки». IGN заявив про подібні переваги, назвавши його «злим, але безтурботним гумором» і з «поєднанням багато деталізації світу для гри, у яку варто зануритися». 1UP.com зазначив особистий елемент контролю міньйонів, заявивши: «Якщо вони (міньйони) помруть, просто викликайте більше. Однак на цьому шляху щось трапляється: ти починаєш прив'язуватися до маленьких хлопців».
Незважаючи на передумову гри як вибір «злий чи справді злий», численні рецензенти відзначили, що деякі варіанти гри в місіях є більше добрими, ніж злими; як, наприклад, варіант повернення селянам вкраденого продовольства. Згадуючи це також, Eurogamer додав, що, оскільки ігровий гумор — це переважно сатира, ці добрі справи «начебто стають жартома. Особливо на початку, є досить очевидна іронія в тому, що всі інші у світі припускають, що ти цей хоробрий герой, хоча насправді ти явно соціопат». У грудні 2007 року Overlord увійшов ' 50 найкращих ігор 2007 року за версією Eurogamer.
Інші рецензенти відзначали, що гра іноді може засмучувати через елементи керування, які не встигають за темпом гри, і очевидні збої між платформою та регіональними версіями. IGN US поставив версії 360 оцінку 6,6/10 через помилку збою гри, назвавши це «еквівалентом необхідності критикувати хорошу книгу лише для того, щоб зробити паузу на три чверті, а автор вирвати решту сторінок просто тому, що ви зробив перерву в невідповідний момент». IGN Великобританії та Австралії, однак, не знайшли такої помилки, надавши Overlord вищу оцінку 8,1 і 8,0. GameSpot мав подібну проблему через поганий контроль камери у версії для ПК, спочатку оцінивши її на 6,0, але повторно оцінивши гру вище після перегляду новішої версії. Однак вони все ще мали недолік «контролю, з яким іноді доведеться боротися». GameSpy зазначив, що багатокористувацький режим іноді був «недбалим» і «нестабільним», не таким приємним, як режим для одиночної гри, оскільки «пережили кілька розривів зв'язку та більше ніж одну гру передчасно закінчували через просте розчарування».

## Сиквел і спін-офф
Після виходу гри 2007 року на PlayStation 3 у 2008 році під назвою «Raising Hell», 13 серпня того ж року Codemasters оголосили про продовження під назвою " Overlord II ", яке буде випущено для всіх трьох платформ десь у 2009 році. За словами розробників, гра «суттєво розширює масштаби оригінальної концепції», беручи на себе роль іншого Повелителя через події в історії Raising Hell, продовжуючи там, де остання гра закінчилася з новим «римським» праймом ворог. Контроль над міньйонами також буде розширено, що дозволить виконувати інші завдання, такі як «їзда верхи, використання бойових машин і вітрильних військових кораблів».
У тому самому оголошенні щодо офіційного продовження були плани щодо спін-оффу для Wii під назвою Overlord: Dark Legend, щоб представити нового Overlord, хоча продовження сюжету з основною серією ще не пояснено, але це має встановити «ідею, що є був серією Overlords протягом усього часу». Розроблений для Wii, за допомогою цієї функції реалізовано керування рухами, наприклад «витягнути міньйона з орди, тримати його за шию та похитувати». «Темна легенда» — це приквел, який передує оригінальній грі в сюжетній лінії.
Інший допоміжний продукт під назвою Overlord: Minions був випущений для портативної ігрової консолі Nintendo DS, але з більшою кількістю головоломок і керування лише міньйонами. Обидва спін-офи Nintendo були розроблені Climax Studios, тоді як Triumph Studios працювала над розробкою Overlord II. Всі три гри були випущені в червні 2009 року.
Нова частина серії Overlord: Fellowship of Evil була анонсована в квітні 2015 року. Гра була випущена 20 жовтня 2015 року для Microsoft Windows, PlayStation 4 і Xbox One і підтримує кооперативну багатокористувацьку гру після запуску.